# Coppa Intercontinentale 2004 (hockey su pista)
La Coppa Intercontinentale 2004 è stata l'8ª edizione dell'omonima competizione di hockey su pista riservata alle squadre di club. Il torneo ha avuto luogo dal 14 al 16 maggio 2004. Il trofeo è stato vinto dal Liceo La Coruña per la quarta volta nella sua storia.

## Squadre partecipanti
| Nazione   | Club            | Qualificazione                             | Partecipazioni precedenti (il grassetto indica la vittoria) |
| --------- | --------------- | ------------------------------------------ | ----------------------------------------------------------- |
| Argentina | Estudiantil     |                                            | 1983, 1989, 1993                                            |
| Spagna    | Liceo La Coruña | Detentore della Champions League 2002-2003 | 1987, 1989, 1993                                            |

## Risultati
| Santiago di Compostela 14 maggio 2004 Finale di andata | Liceo La Coruña | 9 – 1 | Estudiantil |  |

| Santiago di Compostela 16 maggio 2004 Finale di ritorno | Estudiantil | 2 – 10 | Liceo La Coruña |  |